# Yelena Brézhniva
Yelena Víktorovna Brézhniva (en ruso: Елена Викторовна Брежнива; Tula, 4 de enero de 1990) es una deportista rusa que compite en ciclismo en la modalidad de pista, especialista en las pruebas de velocidad y keirin persecución.
Ganó cuatro medallas en el Campeonato Europeo de Ciclismo en Pista entre los años 2012 y 2014.

## Medallero internacional
| Campeonato Europeo | Campeonato Europeo        | Campeonato Europeo | Campeonato Europeo    |
| Año                | Lugar                     | Medalla            | Competición           |
| ------------------ | ------------------------- | ------------------ | --------------------- |
| 2012               | Panevėžys ( Lituania)     | Medalla de bronce  | Keirin                |
| 2013               | Apeldoorn ( Países Bajos) | Medalla de oro     | Velocidad por equipos |
| 2014               | Baie-Mahault ( Francia)   | Medalla de oro     | Velocidad por equipos |
| 2014               | Baie-Mahault ( Francia)   | Medalla de plata   | Keirin                |